# 秋田八丈

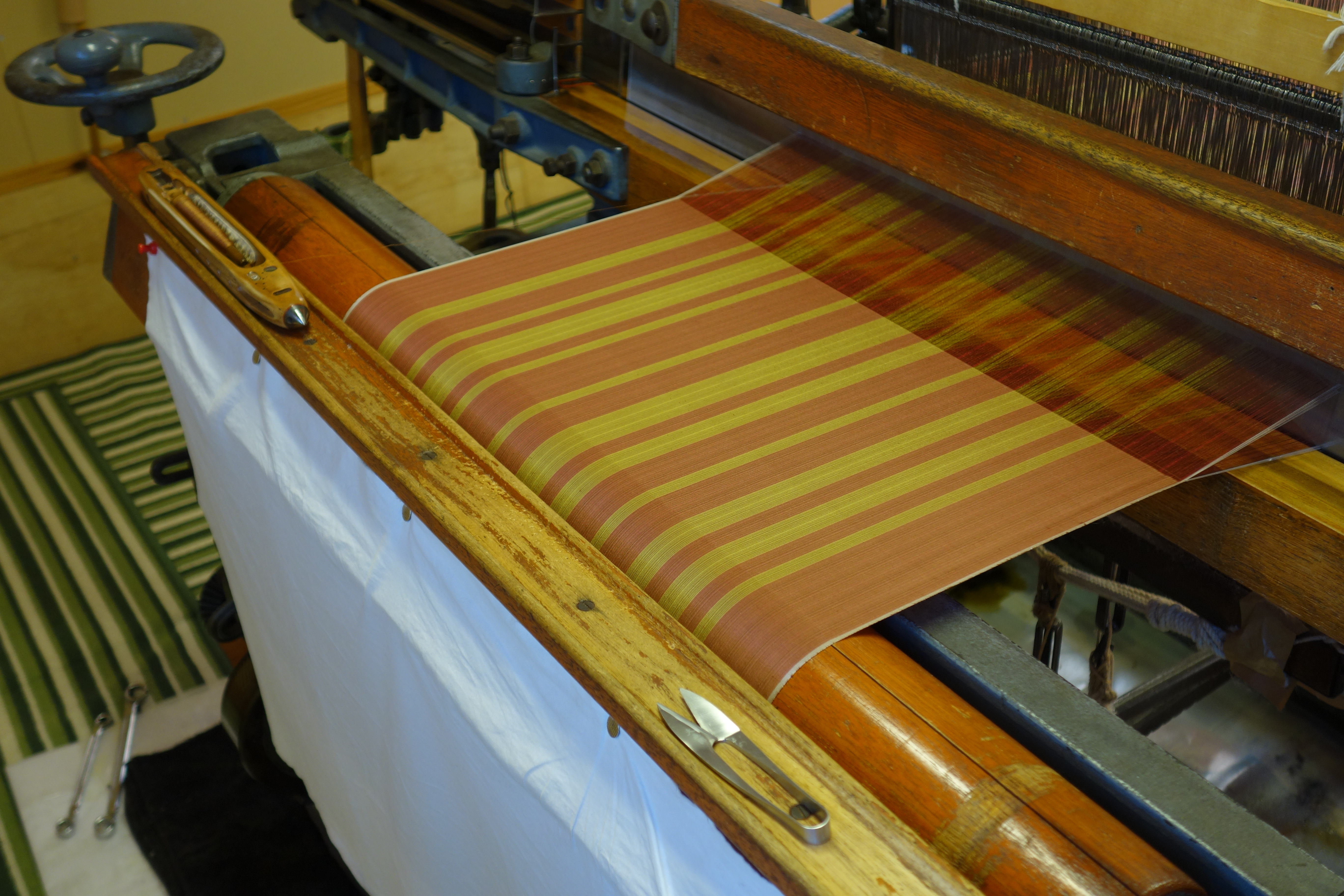
秋田八丈

秋田八丈（あきた　はちじょう）は、秋田県で織られている草木染めの絹織物。秋田黄八丈とも言う。

## 歴史
- 1784年（天明4年） - 仙台藩で養蚕業を営んでいた石川滝右衛門が秋田藩（久保田藩）に移住し、養蚕や製紙、織物を始める。石見三内、船岡、仙北郡淀川に作業場を持ち、久保田五丁目川反に居住した。
- 1797年（寛政9年） - 秋田藩は本荘藩や亀田藩からの取立資金を元に、石川を「産物方」として物産振興を図る。養蚕や製紙、蚕卵紙、織物、桑、楮、漆の栽培、漆から蝋を得ること、草木皮より薬品を得ることなどの産業を秋田で進めた。
- 1800年頃 - 久保田藩主は上州桐生の蓼沼甚兵衛を招聘し、川尻総社前に染色の業を起こさせ、畝織や竜門織、黄八丈織を作って秋田絹の名を向上させた。
- 1814年（文化11年） - 秋田藩は「絹方役所」を設けて、奉行伊藤兵衛の道場を工場として、子女に絹織物を学ばせた。200人の職人として那波四郎に出納係を命じている。藩外移出を企てて那波祐生に江戸まで見本を持って行かせたが、蚕糸は取引があり一部の好評を得たが、織方は極めて幼稚かつ粗悪と評価されてしまう。那波祐生は江戸桐生の織機を購入したものの収支は赤字であった。
- 石川の方法と蓼沼の方法を統合し、金易右衛門や関喜内と協力し、秋田八丈をハマナスの根から染料を得ることにより完成させた。
- 天保年間（1830年 - 1843年） - 江戸では八丈島産の粗雑な黄八丈が流通していたが、秋田産の大量の秋田八丈が市場をしめるようになった。
- 1841年（天保12年） - 水野忠邦の天保の改革が本格的に始めると、驕奢な物は規制され秋田八丈の大きな打撃となる。安政（1854年）の頃に業が復活する。
- 1868年（明治元年） - 作業場が10戸あり、士族の婦女が従業することがおおかったとある。
- 1877年（明治10年） - 秋田市長野下新城に創設した男女70人程の工場が県営となった。その間4・5人を京都西陣に派遣して秋田八丈を改良していった。
- 1881年（明治14年） - 機業場の隆盛を見て、秋田県は全てを民間移転することに決めた。秋成社に払い下げされたときには、従業員が300余人で、織機が80余台であったという。東京日本橋一番丁目に販売店を営み、9月17日には明治天皇が秋田八丈の工場を巡幸した。
- 1883年（明治16年） - この官営工場で家財を投げ打って秋田八丈を改良した田中平八は52歳で没したが、八橋全良寺に旧藩士と職人により碑が建てられた。
- 1895年（明治28年） - 秋成社は外国からの新染料の輸入により衰退し、寺内将軍野の開拓地に移転するものの事業は廃止になった。その後、那波氏が中心となって研究を進め、変八丈を開発し、東京や京都、名古屋、北海道へと販路を広げた。
- 1894年 - 1895年（明治27 - 28年） - 日清戦争のため需要が減衰するものの、戦後すぐに回復した。
- 1903年 - 1904年（明治36 - 37年） - 器具改良による取引高増加により黄金期を迎える。
- 1905年（明治38年） - 日露戦争の終結により廃業や休業が多くなる。新しい流行の柄への対応が遅れたり、織物消費税のためであった。
- 1914年 - 1918年（大正3 - 7年） - 第一次大戦の頃に大盛況になる。
- 1923年（大正12年） - 関東大震災の大打撃を受ける。
- 1929年（昭和4年） - 滑川五郎[1]のみが秋田八丈を続けていくことになる。
- 1980年（昭和55年）1月10日 - 滑川晨吉が秋田県指定無形文化財に指定される。
- 2003年（平成15年） - 滑川晨吉が高齢のため、滑川機業所が廃止となる。
- 2005年（平成17年） - ただ一人の従業員であった奈良田登志子が工場施設を譲り受け、北秋田市綴子字田子ヶ沢29（北緯40度16分26.5秒 東経140度20分29.5秒 / 北緯40.274028度 東経140.341528度）で「ことむ工房」として独立した。
- 2023年 (令和5年) - 北秋田市綴子字糠沢上谷地290-2 に工房が移動した。

## 特色
秋田八丈は秋田県特産の織物である。やや太めの絹糸を用いた平組織りの織物で、茶から黄色の色合いを基調とした繊細な格子を縞の意匠を織り出すのが特徴である。秋田畝織りは、経糸に対して倍以上の太さの緯糸を用いて織られる横畝の織物であり、変わり織りではあるが、基本的には平組織りで、シャリシャリとした手触りが特徴である。秋田八丈はハマナスの茶色、カリヤスの黄色、レンゲツツジの赤みがある黄色を基調とする縞・格子柄の織物である。中には黒を合わせた意匠のもの、黄色を基調として青や桃赤を合わせたものが織られている。

## 原材料

### 染料
八丈島の八丈織では、黄色はカリヤスや八丈カリヤス(コブナグサ)で、鳶色はイヌクスの樹皮で、黒はシイの樹皮で染めると言われる。これに対して秋田八丈では、黄色をカリヤスやレンゲツツジ、鳶色をハマナス、黒をハマナスと他の植物の混合・ログウッドなどで染める。
ハマナスは生育地によって発色が異なるので、目的の色調が得られる地域を定め花が咲く頃に根を採取する。
カリヤスの仲間であるオオヒゲカリヤスモドキは栗駒山山麓に分布が見られる。8月に採取する。
レンゲツツジは染料としては緑葉を用いて乾燥させて用いる。触媒によって、赤茶、焦茶、黒から灰色に染まる。7月から8月に緑葉を採取し、陰干しして保存する。いずれも、鉄釜で煮て染料を取っている。

### 絹糸
秋田八丈は90～124～180デニールの糸を使用している。秋田畝織には、経糸に80～84デニール、緯糸に189デニールの絹糸を用いている。